# زمین‌لرزه ۲۰۰۳ روسیه
زمین‌لرزه روسیه  در تاریخ ۲۷ سپتامبر ۲۰۰۳ میلادی، برابر با ‎۵ مهر ۱۳۸۲، ساعت ۱۱:۳۳:۲۵ به زمان یوتی‌سی در روسیه رخ داد. ژرفای این زلزله ۱۲٫۳ کیلومتر بود، و بزرگی آن ۷٫۳ در مقیاس Mw اعلام شده‌است. زمین‌لرزه به وقت محلی در روز شنبه، ساعت ۱۸ روی داده و منطقه زمانی آن یوتی‌سی +۷ بوده‌است (با لحاظ تغییر ساعت تابستانی).
سازمان زمین‌شناسی آمریکا نیز رومرکز این زمین‌لرزه را در مختصات ۵۰°۰۲′۱۷″شمالی ۸۷°۴۸′۴۷″شرقی / ۵۰٫۰۳۸°شمالی ۸۷٫۸۱۳°شرقی و ژرفای آن را در ۱۶ کیلومتر گزارش کرده‌است. بزرگی برگزیدهٔ این سازمان از میان بزرگی‌های محاسبه‌شدهٔ مختلف ۷٫۳ در مقیاس Mw بوده و از دید اثر، در میان چهار دسته‌بندی «نامحسوس»، «محسوس»، «زیان‌آور» یا «با تلفات»، زلزله را «با تلفات» اعلام کرده‌است.۳۰۰ ساختمان در زمین‌لرزه خراب شده‌است.رانش زمین در آن به وجود آمده‌است.
پروژهٔ «تنسور گشتاور مرکزوار» زاویه‌های (راستا، شیب، ریک) گسل سازندهٔ زمین‌لرزه و صفحه عمود بر آن را (°۲۲۸، °۷۰، °۲۰) یا (°۱۳۱، °۷۱، °۱۵۸) و نوع گسل را «امتدادلغز» فرارسانده‌است.
زلزله کشته‌ای نداشته و تعداد زخمیان ۵ نفر برآورده شده‌است.بی‌خانمان شدگان نیز ۱۸۰۰ نفر اعلام شده‌است.